# Честер-Гілл (Пенсільванія)
Честер-Гілл (англ. Chester Hill) — місто (англ. borough) в США, в окрузі Клірфілд штату Пенсільванія. Населення — 821 особа (2020).

## Географія
Честер-Гілл розташований за координатами 40°53′24″ пн. ш. 78°13′44″ зх. д. / 40.89000° пн. ш. 78.22889° зх. д. (40.889879, -78.228994).  За даними Бюро перепису населення США в 2010 році місто мало площу 1,23 км², з яких 1,14 км² — суходіл та 0,09 км² — водойми.

## Демографія
Згідно з переписом 2010 року, у селищі мешкали 883 особи в 382 домогосподарствах у складі 250 родин. Густота населення становила 720 осіб/км².  Було 410 помешкань (334/км²).
Расовий склад населення:
| - 96,9 % — білих - 0,9 % — азіатів - 0,6 % — чорних або афроамериканців |

До двох чи більше рас належало 1,4 %. Частка іспаномовних становила 0,6 % від усіх жителів.
За віковим діапазоном населення розподілялося таким чином: 26,6 % — особи молодші 18 років, 58,0 % — особи у віці 18—64 років, 15,4 % — особи у віці 65 років та старші. Медіана віку мешканця становила 36,1 року. На 100 осіб жіночої статі у селищі припадало 93,2 чоловіків;  на 100 жінок у віці від 18 років та старших — 84,1 чоловіків також старших 18 років.
Середній дохід на одне домашнє господарство  становив 47 037 доларів США (медіана — 40 000), а середній дохід на одну сім'ю — 56 287 доларів (медіана — 52 321). Медіана доходів становила 43 036 доларів для чоловіків та 28 977 доларів для жінок. За межею бідності перебувало 25,9 % осіб, у тому числі 42,3 % дітей у віці до 18 років та 2,9 % осіб у віці 65 років та старших.
Цивільне працевлаштоване населення становило 388 осіб. Основні галузі зайнятості: освіта, охорона здоров'я та соціальна допомога — 26,8 %, виробництво — 15,2 %, мистецтво, розваги та відпочинок — 12,4 %, роздрібна торгівля — 11,3 %.